# Инуксук
Инуксу́к или инукшук (англ. Inuksuk, inukshuk, мн. ч. — инуксуит, инуктитут ᐃᓄᒃᓱᒃ) — каменная фигура в культуре инуитов. В буквальном переводе с инуктитута слово инуксук означает «замещающий человека».

## Культурное значение инуксука
Исследователи различают от восьми до 24 видов инуксуков. Они создаются в разных формах (обычно это отдельный камень или стопка камней, уложенных друг на друга), разных размеров (от 0,5 метра высотой до 2 метров в ширину) и с разными целями: для указания дороги, сообщения об опасности, обозначения почитаемого места (в том числе и как памятники умершим) или склада провизии, в качестве помощников в охоте на карибу. В последнем случае столбы-инуксуки, каждый из которых сложен из нескольких глыб, расставляются вдоль сходящихся линий вдоль пути миграции стада карибу. Предполагается, что карибу пугаются инуксуков и бег стада направляется таким образом к охотничьей засаде.  
Вершины столбов инуиты увенчивают пучками кассиопеи четырёхгранной (Cassiope tetragona), стелющегося арктического кустарника, подражая человеческим волосам. 
Инуксуки, служащие указателями направления, возводятся на возвышениях, чтобы их было видно над снеговыми наносами. В качестве памятников выступают, в частности, инуксуки на острове Илувирктук недалеко от Кейп-Дорсет — в этом месте в 1940 году был кровопролитный бой между инуитами из двух поселений, и в память о каждом из убитых был воздвигнут отдельный инуксук. Мемориальные инуксуки были воздвигнуты о павших солдатах-инуитах в Кандагаре (Афганистан) и на пляже Джуно в Нормандии. Инуксукам также приписываются мистические силы.
Инуксук, которому придана форма человеческого тела, называют инунгуак (англ. Inunnguaq, «подражающий человеку»). «Канадская энциклопедия» называет инунгуаки поздним развитием идеи инуксука, возможно, появившимся уже после прихода в Северную Америку европейских китобоев в XIX веке.
Археологи предполагают, что первые инуксуки воздвигались в дорсетскую эпоху, во II тысячелетии до новой эры. После того, как инуксук создан, инуитская традиция запрещает его разрушать, и многие инуксуки регулярно обновляются. Это позволило многочисленным инуксукам простоять с древности до наших дней.

## Инуксук в современной культуре
С середины XX века маленькие модели инуксуков, сделанные из камней, скреплённых вместе клеем или проволокой, представляют собой один из популярных инуитских сувениров. В 1986 году гигантский инуксук был украшением павильона Северо-Западных территорий на Всемирной выставке в Ванкувере.
В 1999 году, с созданием территории Нунавут в составе Канады, изображение инуксука было размещено на её флаге и гербе. Компания «Кока-Кола» получила разрешение на использование изображения инуксука на своей продукции, так как это способствовало распространению информации о Нунавуте. В двух из 11 национальных парков Нунавута инуксуит находятся под охраной государства. В частности, с 1969 года охраняется большое скопление инуксуков в парке Энуксо-Пойнт на юго-западе Баффиновой Земли.
Инунгуак по имени Иланаак (в переводе с инуктитута — «друг» или «дружба») был избран официальным символом Олимпийских игр 2010 года в Ванкувере. Инуксук был также избран талисманом Саммитов Америк, регулярных саммитов демократически избранных глав государств и правительств Западного полушария.
Инуксуки Ванкувера